# Josef Schick
Josef Schick (23 aprile 1965) è un ex sciatore alpino tedesco.
Fino alla riunificazione tedesca (1990) gareggiò per la nazionale tedesca occidentale.

## Biografia
Schick, sciatore polivalente, debuttò in campo internazionale in occasione dei Mondiali juniores di Sestriere 1983; in Coppa del Mondo ottenne il primo piazzamento il 2 febbraio 1986 a Wengen in slalom speciale (9º), il miglior risultato il 21 marzo seguente a Bromont nella medesima specialità (4º) e l'ultimo piazzamento il 14 dicembre dello stesso anno in Alta Badia in slalom gigante (14º). Ai Mondiali di Crans-Montana 1987, sua unica presenza iridata, si classificò 6º nella combinata; non prese parte a rassegne olimpiche.

## Palmarès

### Coppa del Mondo
- Miglior piazzamento in classifica generale: 49º nel 1986

### Coppa Europa
- Miglior piazzamento in classifica generale: 2º nel 1984[2]
- Vincitore della classifica di slalom gigante nel 1984[2]

### Campionati tedeschi
- 4 medaglie (dati parziali fino alla stagione 1985-1986)[1]:
  - 2 argenti (supergigante nel 1988; slalom speciale nel 1991)
  - 2 bronzi (slalom speciale nel 1989; slalom speciale nel 1992)